# Prometeo: El poema del fuego
Prometeo: El poema de fuego, op. 60 es una obra del compositor ruso Aleksandr Skriabin para piano, orquesta, coro opcional y clavier à lumières o "Chromola", compuesta entre 1909 y 1910. Se basa en el mito de Prometeo, el titán que desafió a los dioses para llevar el fuego a los hombres, quien después de esto fue castigado, atado a una piedra, siendo su hígado devorado por un águila, o por los buitres según otras versiones, para toda la eternidad.

## Historia
Hacia comienzos del siglo XX, Aleksandr Scriabin (1872-1915) se asentó firmemente en una especie de misticismo que era característico de diversas filosofías, como la Teosofía y la forma particular del simbolismo literario floreciente en la Rusia del momento. En un mundo cada vez más dominado por el industrialismo y el materialismo, Scriabin buscó una liberación del tiempo y del espacio del presente, que le permitirá a él y a los demás la unidad con el cosmos, con sus ritmos y con sus misterios. El medio a través del cual Scriabin esperaba lograr esto era la música. 
El compositor, que desde el principio fue influenciado por las teorías de Nietzsche, se veía a sí mismo nada menos que como un dios que, a través de su arte, no sólo revela el cosmos a sus oyentes, sino que también les permita el acceso a él. Parte de la estrategia estética y filosófica de Scriabin para lograrlo incluía la teoría del siglo XIX de la sinestesia, que proponía equivalencias entre los distintos elementos sensoriales (olores, colores y sonidos), que la obra de arte puede movilizar. En lugar de crear una síntesis casi wagneriana de las artes, Scriabin esperaba presentar, mediante la adición de máquinas olor y teclados de color para casi todo tipo de timbre musical imaginable, un espectáculo total, pero no teatral, de sensaciones. A partir de esta multiplicidad deslumbrante surgiría la unidad cósmica visionadas por las filosofías y teologías particulares de Scriabin. 

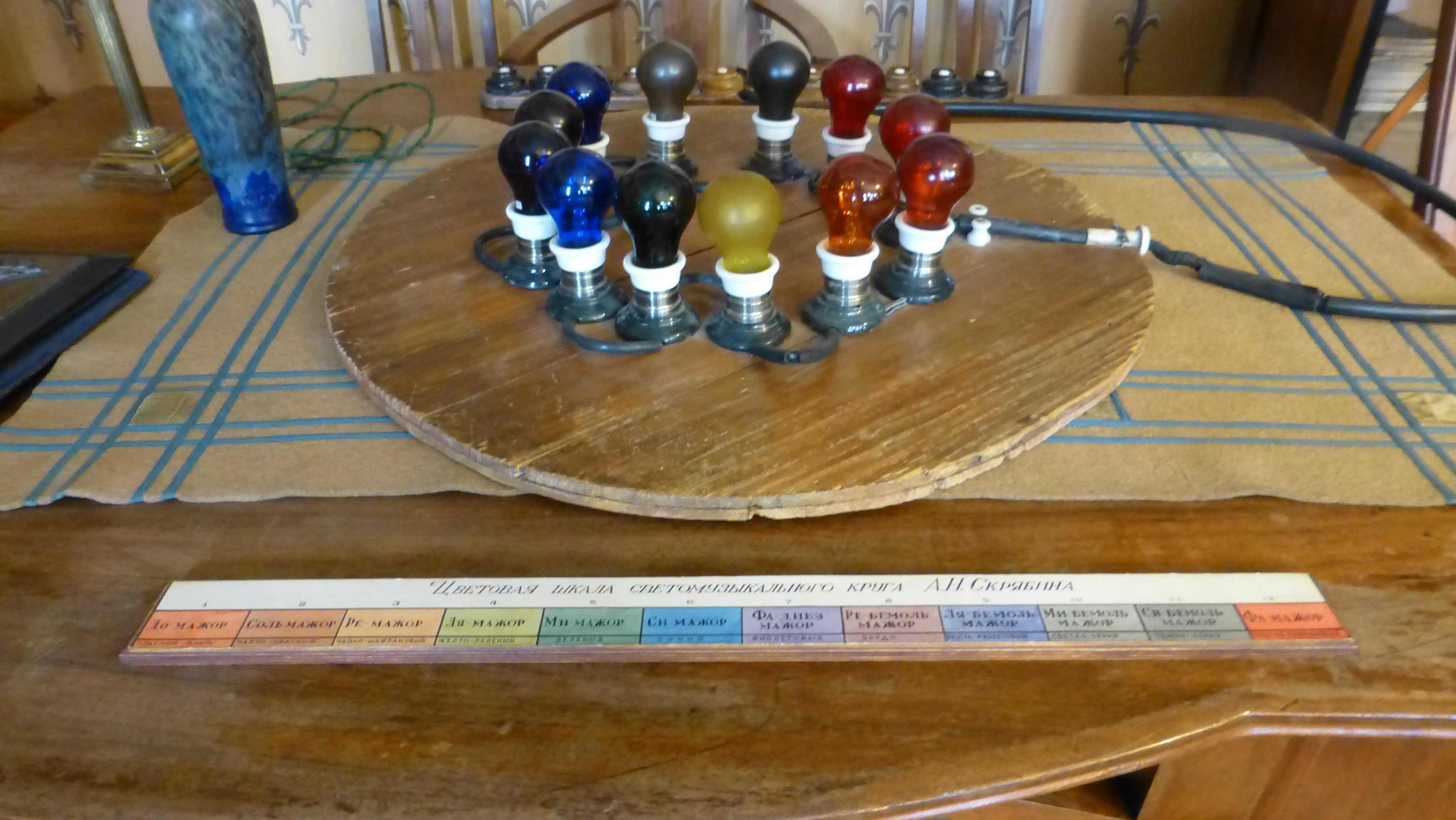
Clavier a lumieres experimental de A. Scriabin

### El órgano de colores y la sinestesia de Scriabin

Teclado a colores.

El acorde místico compuesto por una sucesión de cuartas.

Aunque Aleksandr Scriabin al principio se inclinaba por emplear una armonía claramente tonal, de manera gradual se aproximó hacia pronunciadas inflexiones cromáticas y armonías inestables y ambiguas. Abordó la armonía desde la investigación y creación de escalas artificiales de tal modo que hacia el final de su vida realizó una ruptura total con la tonalidad tradicional. El nuevo sistema de relaciones tonales que creó como referencia un acorde denominado como “acorde místico”: asoció el empleo de la instrumentación a la mitología asignando el rol del “Cosmos” a la orquesta y el de “la humanidad” al piano solista. Además, esta obra se caracteriza por su enorme carga sinestésica entre otros factores. 
Aleksandr Scriabin, consideraba que existían relaciones entre el sonido y el color como demostró ampliamente creando para esta pieza el “Clavier à Lumières”. Consistía en un teclado que despedía luces de colores muy concretos a los que él mismo asociaba los sonidos, según la tecla que se pulsase.

### Pensamiento

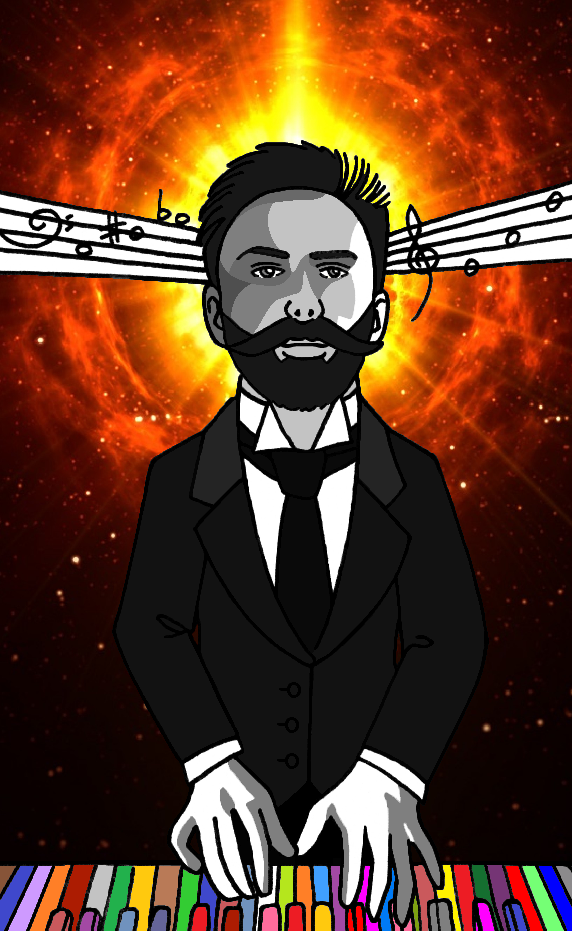
Scriabin, imagen que resalta la sinestesia y el misticismo. Caricatura de François Lopinot.

En la historia de los extravagantes del arte, Aleksandr Scriabin (1872-1915) ocupa un lugar de privilegio, vinculado a la teosofía y el ocultismo, imbuido de un misticismo panteísta que le hacía buscar permanentemente la unidad de lo diverso, afectado por (o dotado de) sinestesia, ese fenómeno neurológico que supone la percepción conjunta de sensaciones dirigidas a varios sentidos, en su caso, colores y sonidos, Scriabin dejó algunas de las obras más fascinantes e innovadoras de su tiempo. Su música ha sido calificada de misteriosa, esotérica, extática, enigmática, mórbida e incluso erótica.
Aquellos a quienes Scriabin respaldó como sus voceros nos han dicho que deseaba, como Wagner, unir todas las artes al servicio de un propósito ideal. Pero en el caso de Scriabin, este final no era "el drama perfecto, sino el rito perfecto". En su Prometeo pretende que la "sinfonía de sonidos" esté acompañada por "una sinfonía de rayos de color"; y para ello inventó un instrumento de teclado al que llamó Tastiera per luce, o Clavier a lumieres, mediante el cual los efectos de la luz de color se proyectaban en una pantalla, sincronizándose con el progreso de la música, y teniendo una asociación simbólica con sus propósitos expresivos.  En el momento de su muerte estaba comprometido con una sinestesia aún más elaborada; un "Misterio", en el que la música debía asociarse no solo con los efectos sincrónicos de la luz, sino también con el perfume y la danza.
Después (Newmarch) comentó: Apenas ha transcurrido un año desde que publiqué en The Musical Times un análisis del último y plenamente expresivo trabajo de Scriabin, Prometeo: el poema de fuego. Unos días antes de la primera aparición del compositor en este país, en un concierto de la Orquesta del Queen's Hall, el 14 de marzo de 1914, cuando interpretó el notable papel de pianoforte en “Prometeo”, con su profunda importancia psicológica, hablamos juntos de todo lo que deseaba transmitir en la obra y de todo lo que indudablemente no logré descubrir bajo el velo del misticismo y los nuevos métodos que lo envolvieron.
De esta manera, cada arte será llamado a  requisición para producir una condición de éxtasis, dando  un vistazo a los planos espirituales superiores ", por lo tanto, Newmarch quien actuó como intérprete de las doctrinas místico-estéticas de Scriabin cuando Prometeo: el poema del fuego se realizó por primera vez en Londres el 1 de febrero de 1913, y cuya exégesis evidentemente tuvo la  Aprobación del compositor, ya que consintió en su reimpresión. Sin cambios en una posterior ejecución de la obra. Por lo tanto, se puede suponer que Newmarch habló con autoridad cuando procedió a exponer el significado que el sujeto de  Prometeo tenía para Scriabin en su poema sonoro.  Se nos advierte, al principio, que la leyenda de Prometeo como  encarnados en este trabajo "difiere mucho de la versión con que nos ha familiarizado con Aquiles y Shelley.   
Según la enseñanza de la Teosofía, las razas nacientes de la humanidad, aún no iluminadas por la chispa prometeica, estaban físicamente incompletas, poseyendo solo las sombras de los cuerpos; Sin pecado, porque carece de personalidad consciente en términos teosóficos, "sin Karma". De esta condición fue el don de Prometeo, el fuego que despertó el poder creativo consciente del hombre. Pero entre esas entidades sombrías, algunas ya estaban más preparadas para recibir la chispa que otras. Los más avanzados entendieron el valor del don y lo usaron en los planos espirituales superiores, los menos organizados lo convirtieron en usos materiales groseros, que involucran el sufrimiento y el mal. Así, el regalo de Prometeo asumió un aspecto dual: por un lado demostró ser una bendición, por el otro, una maldición.

### Delville, Scriabin y Prometeo.
El artista simbolista Jean Delville (1867-1953) creó una página del título de la partitura para Prometeo en 1912, la colaboración funcionó bastante bien debido a la predilección compartida hacia el misticismo. Delville también había tratado con Prometeo en una imagen típicamente dramática, sin sexo, unos años antes.
El mito prometeico es mucho mayor que Hesíodo, quien lo relaciona. Pertenece, de hecho, a los albores de la conciencia humana. El diseño en la portada de la partitura es de M. Jean Delville, el líder del culto teosofista en Bélgica, y no nos muestra una concepción ordinaria del Titán, "remachado de roca y encadenado en altura y frío", con el buitre rozando sus signos vitales, pero uno de esa clase de adeptos simboliza en una fecha muy posterior por los griegos bajo el nombre de Prometeo. Estos "Hijos de la Llama de la Sabiduría", que estaban estrechamente aliados con el lado puramente espiritual del hombre, solo podían impartir a la humanidad esa chispa sagrada que se expande en la flor de la inteligencia humana y la autoconciencia.